# Республиканцы (Германия)
Республиканцы (REP; Die Republikaner) — национально-консервативная политическая партия Германии, образована в 1983 г. в Мюнхене бывшими членами XCC и «Четвёртой партии».

## История
С 1985 г. председателем партии был Франц Шёнхубер, сменивший на этом посту Франца Хандлоса. С 1994 г. партию возглавил Рольф Шлирер, который отмежевался от правого экстремизма и в результате партия потеряла значение среди других праворадикальных партий, таких как Немецкий народный союз и НДПГ.
Главные успехи Республиканцев приходятся на 1989 г., кода они набрали более 7 % голосов избирателей на выборах в Европарламент и в Палату депутатов Берлина. Развить этот успех Республиканцам не удалось. С 1992 по 2001 год партия была представлена в ландтаге Баден-Вюртемберга.
На выборах в Германский Бундестаг 2009 г. партия получила 0,4 % голосов.

## Идеология
На протяжении своей истории партия несколько раз меняла свой идеологический базис. Можно отметить следующие этапы:
- Манифест от 1985 года, ознаменовавший существенное поправение партии.
- Программа 1987 года, которую многие оценивают как антидемократическую и расистскую.
- Программа 1990 года, принятая после относительных успехов на выборах. Она является более умеренной и может быть названа правоконсервативной.

Первоначально республиканцы были консервативной партией с умеренно-националистическим уклоном. Когда лидером партии стал Шенхубер, она радикализировалась и становилась всё более националистической. Его программа включала ликвидацию профсоюзов, демонтаж «государства всеобщего благосостояния», выдворение из Германии иностранцев и возвращение к границам Германии 1937 года. Партия также встала на позиции евроскептицизма и рассматривает членство в ЕС как ущемление суверенитета Германии.

### Немецкий ирредентизм
С момента возникновения партия считала воссоединение Германии своей главной задачей. Партия приветствовала воссоединение ФРГ и ГДР, когда оно произошло в 1990 году, но считает, что это всего лишь воссоединение Западной Германии и Центральной Германии. Она рассматривает воссоединение 1990 года только как первый шаг на пути к «полному воссоединению», которое станет возвращением к границам Германии 1937 года. Для этого необходимо возвращение Германии польских и российских территорий (в том числе Калининградской области). Партия также считает желательным воссоединение в одном государстве всех немцев, включая австрийцев и жителей Южного Тироля.

### Экономическая программа
Партия демонстрирует приверженность идеям социально-ориентированной рыночной экономики, выступает за сокращение бюрократической машины, уменьшение государственных субсидий, поддержку немецкого малого бизнеса. Сюда же можно отнести экономическую антимигрантскую риторику: партия считает, что программы принятия и благоустройства мигрантов обходится народу Германии слишком дорого.

## Вопрос об экстремизме
С 1992 по 2006 год Федеральная служба защиты конституции Германии характеризовала партию как правоэкстремистскую, с тех пор только отдельные группировки внутри  партии считаются экстремистскими.